# Молганов, Станислав Давыдович
Станислав Давыдович Молганов (укр. Станіслав Давидович Молганов; 15 апреля 1935, Киев — 25 января 2021, Киев) — советский и украинский актёр. Народный артист Украины (2019).

## Биография
Родился в 1935 году в Киеве в семье учителя.
В 1958 году окончил Киевский национальный университет театра, кино и телевидения имени И. К. Карпенко-Карого.
В 1959—1964 годах — артист Украинского театрально-концертного объединения.
В 1965—1978 годах — артист Киевской филармонии.
В 1978—1981 годах — артист Ансамбля песни и танца Группы советских войск в Германии.
В 1982—2001 годах — актёр Киностудии им. А. Довженко, сыграл в более чем 50 фильмах, в эпизодичных ролях.
В 2019 году присвоено звание Народный артист Украины.
Умер в 2021 году в Киеве.

## Избранная фильмография
С начал 1960-х годов снялся в более чем 50 фильмах, в том числе:
- 1962 — Где-то есть сын — эпизод
- 1962 — Исповедь — семинарист (нет в титрах)
- 1965 — Гадюка — эпизод
- 1965 — Гибель эскадры — комитетчик
- 1969 — Улица тринадцати тополей — Махотко
- 1970 — Семья Коцюбинских — эпизод (нет в титрах)
- 1974 — Белый круг — сталевар
- 1981 — Александр Маленький / Alexander der Kleine (СССР, ГДР) — эпизод
- 1982 — Если враг не сдаётся… — командуюший разведкой
- 1984 — Две версии одного столкновения — эпизод (нет в титрах)
- 1984 — Хроника одного лета — Иван Алексеевич, директор завода сгущенного молока
- 1985 — Кармелюк — городничий
- 1985 — Осенние утренники — член правления колхоза
- 1985 — Подвиг Одессы — Пантелеймон Константинович
- 1985 — По зову сердца — Евдокимов
- 1986 — Нас водила молодость... — Дмитро Безгубенко, большевик, начальник особого отдела полка Красной Армии
- 1986 — Приближение к будущему
- 1987 — Сказка о громком барабане — красноармеец Квашня
- 1987 — Цыганка Аза — пан
- 1990 — Распад — начальник железнодорожного вокзала
- 1991 — Личное оружие — Валентин Гуляев, директор совхоза
- 1992—1997 — Тарас Шевченко. Завещание — Венецианов